# Michele Chimenti
Michele Chimenti (Partinico, 20 febbraio 1942) è un politico italiano.

## Biografia
Esponente siciliano della Democrazia Cristiana. Nel 1987 viene eletto senatore della Repubblica, restando in carica per una legislatura, fino al 1992. Fino al 1990 è anche consigliere comunale per la DC a Partinico.